# BBC Radio 4
BBC Radio 4 — британська радіостанція під керівництвом BBC. Тематика — новини, ділова інформація, мистецтво, історія, театральні постановки, комедії, наука, релігія, огляди книг. BBC Home Service була попередником Radio 4 і мовила з 1939 по 1967. Перейменовано в Radio 4 30 вересня 1967.